# اچ‌دی ۱۷۳۹۳۶
اچ‌دی ۱۷۳۹۳۶ یک ستاره است که در صورت فلکی شلیاق قرار دارد.